# Edward Hempstead
Edward Hempstead (* 3. Juni 1780 in New London, Connecticut; † 10. August 1817 in St. Louis, Missouri) war ein US-amerikanischer Politiker. Zwischen 1812 und 1814 vertrat er das Missouri-Territorium als Delegierter im US-Repräsentantenhaus.

## Werdegang
Edward Hempstead genoss eine akademische Schulausbildung. Nach einem anschließenden Jurastudium und seiner 1801 erfolgten Zulassung als Rechtsanwalt begann er im Staat Rhode Island in diesem Beruf zu arbeiten. Im Jahr 1805 zog er nach St. Louis, das damals noch Teil des 1803 von Präsident Thomas Jefferson im Louisiana Purchase erworbenen Louisiana-Territoriums war. In den folgenden Jahren nahm Hempstead an einigen Feldzügen gegen die Indianer nördlich des Missouri teil. Von 1809 bis 1812 war er Attorney General im nördlichen Teil des Louisiana-Distrikts. Im Jahr 1812 wurde er Abgeordneter und Präsident des territorialen Repräsentantenhauses.
Nach der Gründung des Missouri-Territoriums wurde Hempstead im Jahr 1812 als Delegierter in den Kongress in Washington, D.C. gewählt. Dieses Mandat übte er zwischen dem 9. Dezember 1812 und dem 17. September 1814 aus. In diese Zeit fiel der Britisch-Amerikanische Krieg von 1812. Edward Hempstead starb am 10. August 1817 in St. Louis an den Folgen eines Reitunfalls, den er sechs Tage zuvor erlitten hatte.